# 京成曳舟駅

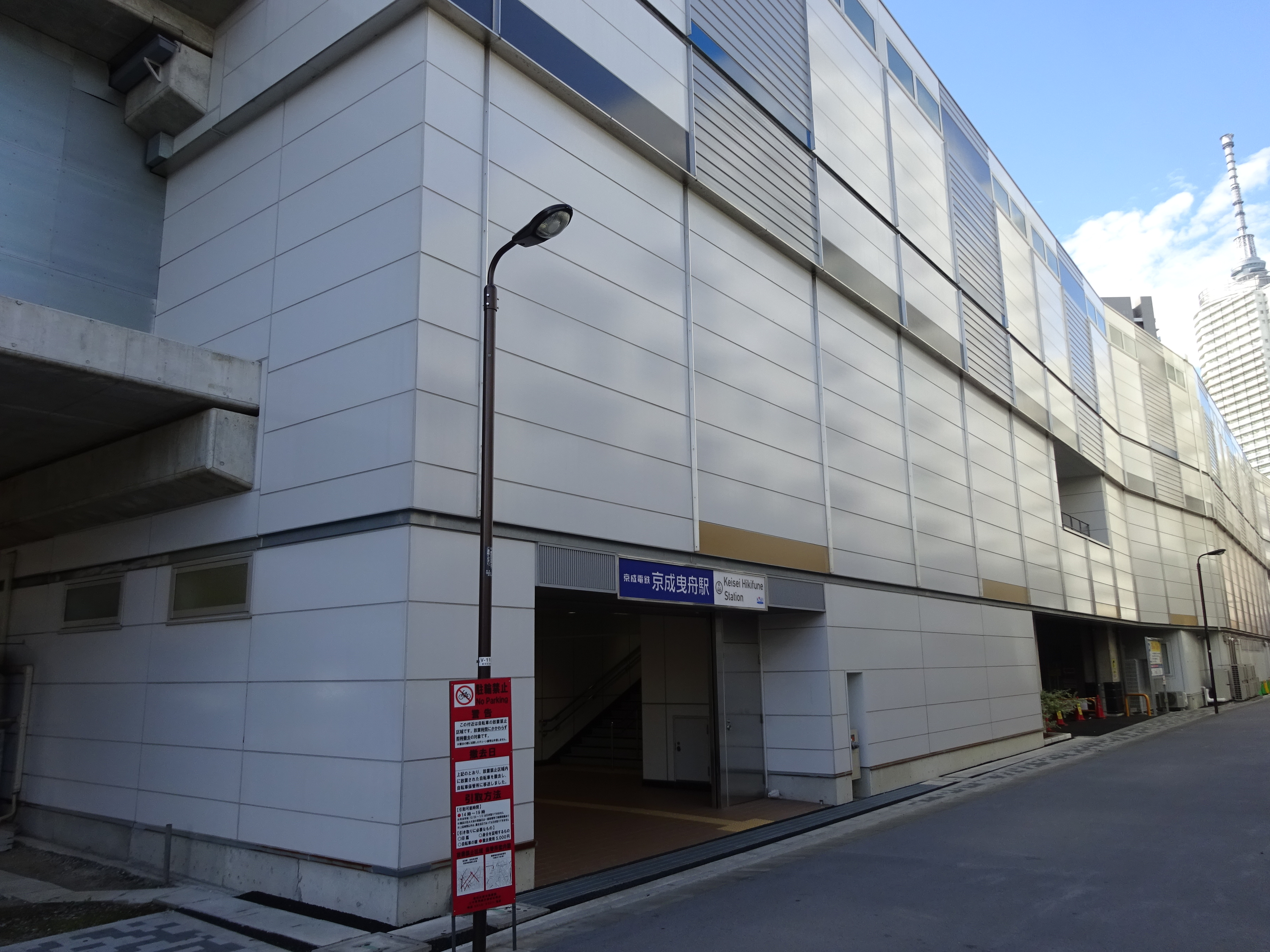
八広方の出入口（2018年9月）

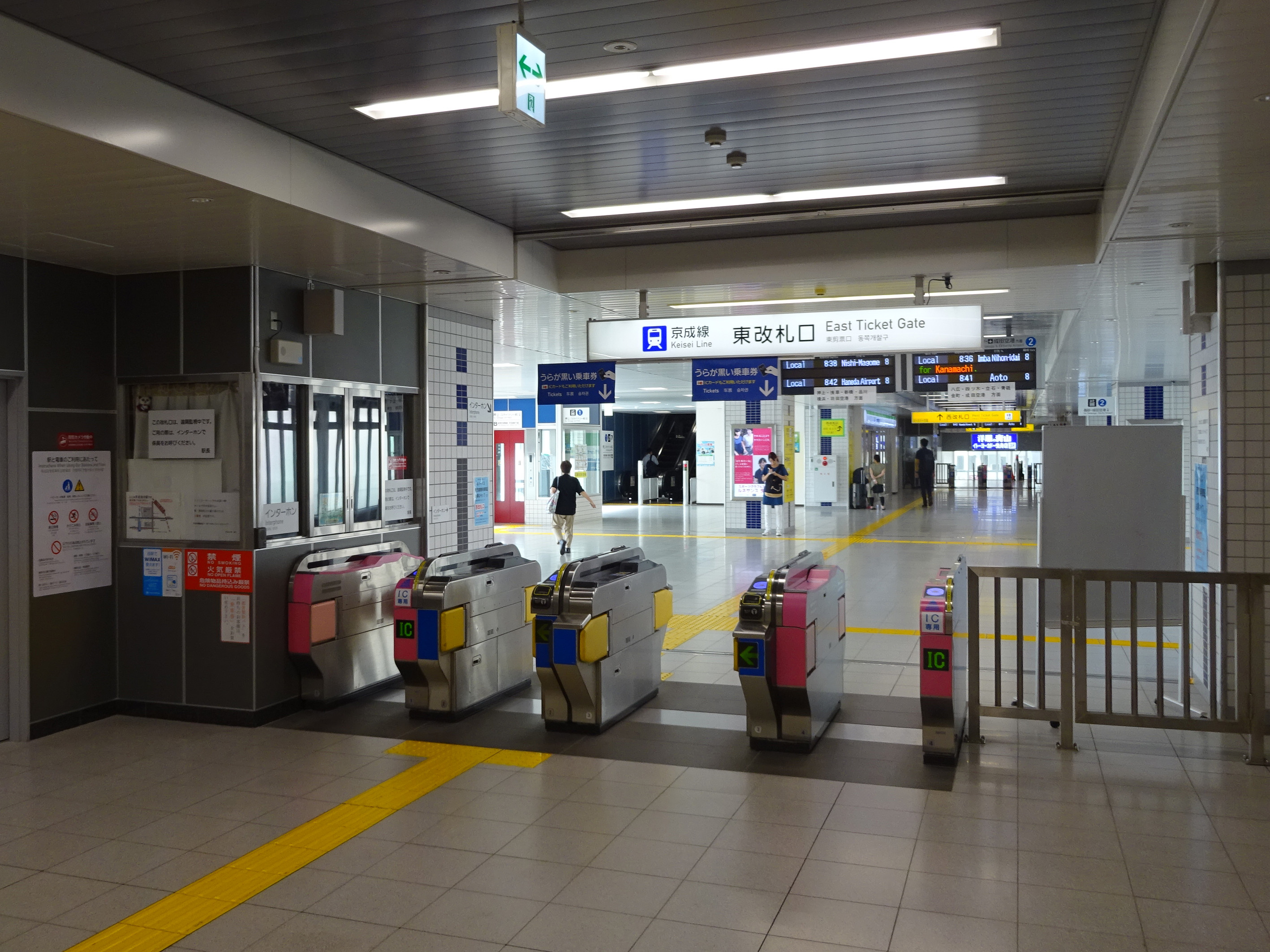
東改札口（2018年9月）

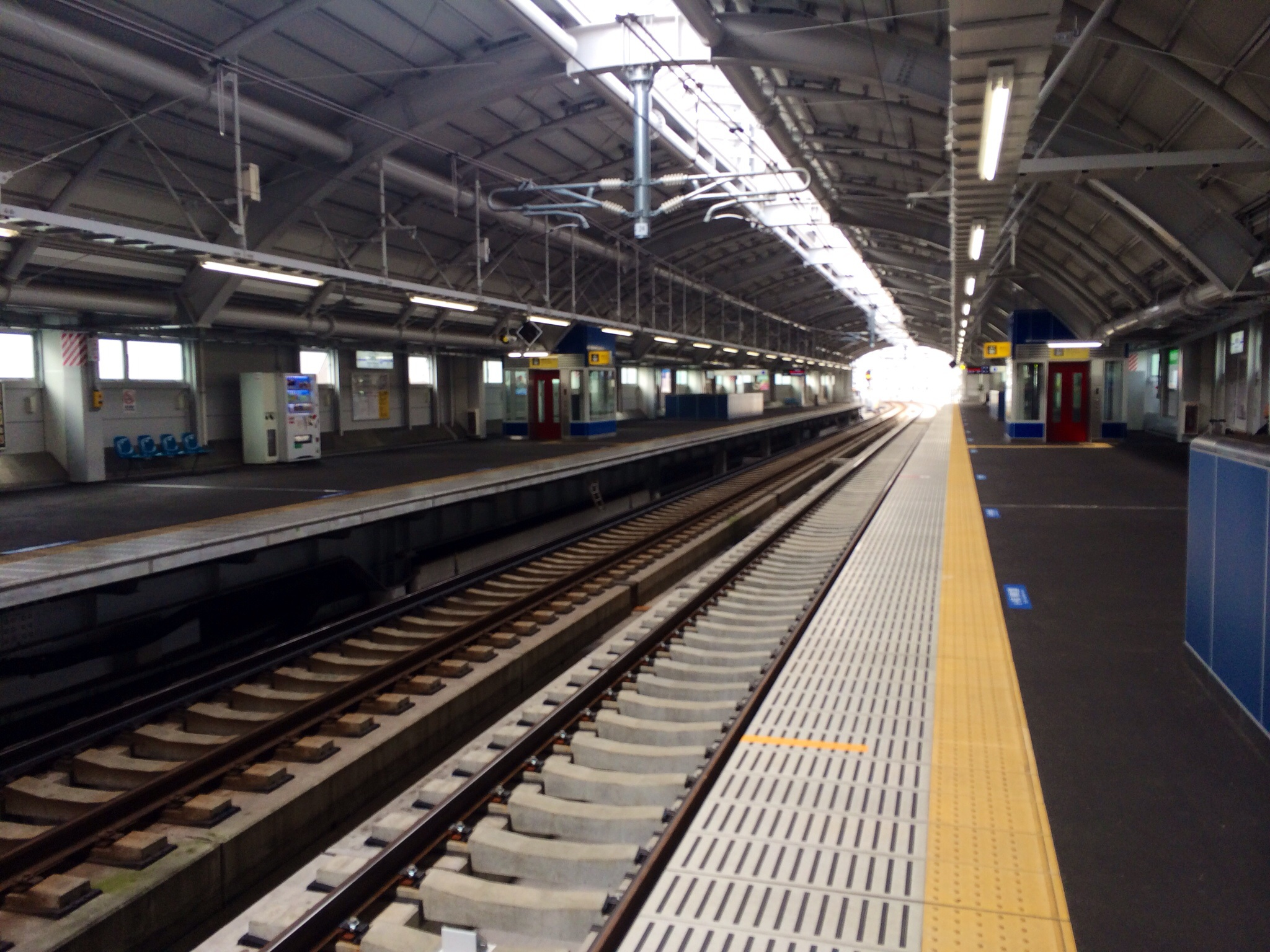
ホーム（2015年9月）

京成曳舟駅（けいせいひきふねえき）は、東京都墨田区京島一丁目にある、京成電鉄押上線の駅である。駅番号はKS46。

## 年表
- 1912年（大正元年）11月3日 - 曳舟駅として開業[1]。
- 1931年（昭和6年）11月18日 - 京成曳舟駅に改称[2]。
- 1969年（昭和44年）5月1日 - 八広方にホームを移設し、ホーム長を8両編成に対応[3]。
- 2010年（平成22年）7月17日 - ダイヤ改正により急行が廃止され、普通のみの停車駅となる[4]。
- 2013年（平成25年）8月24日 - 上り線が高架化[5]。
- 2015年（平成27年）8月22日 - 下り線が高架化[6][7]。
- 2017年（平成29年）4月1日 - 中層階通路および墨田区設置の昇降施設（エレベーター1基・エスカレーター1基）供用開始[8]。

### 地上駅時代の様子

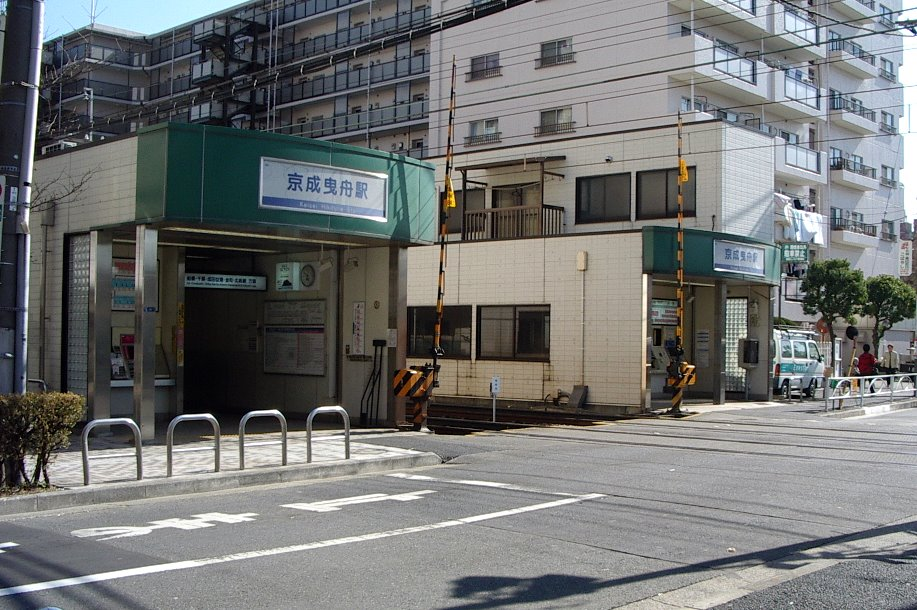
押上方の出入口（2007年2月）
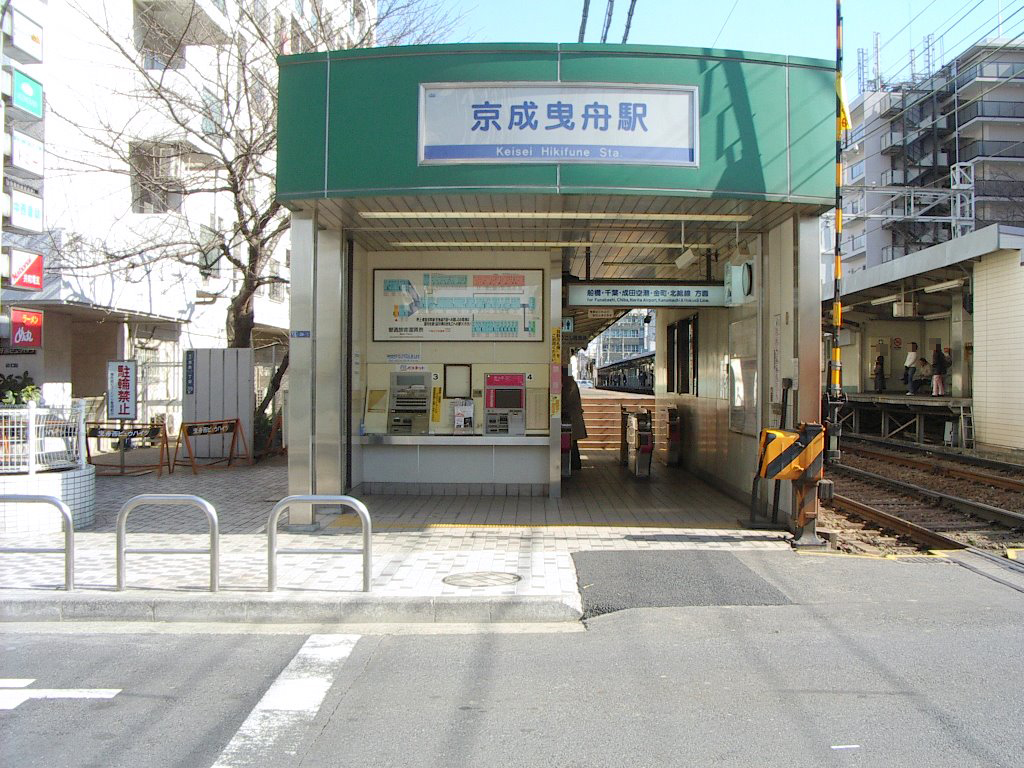
押上方改札口（2007年2月）
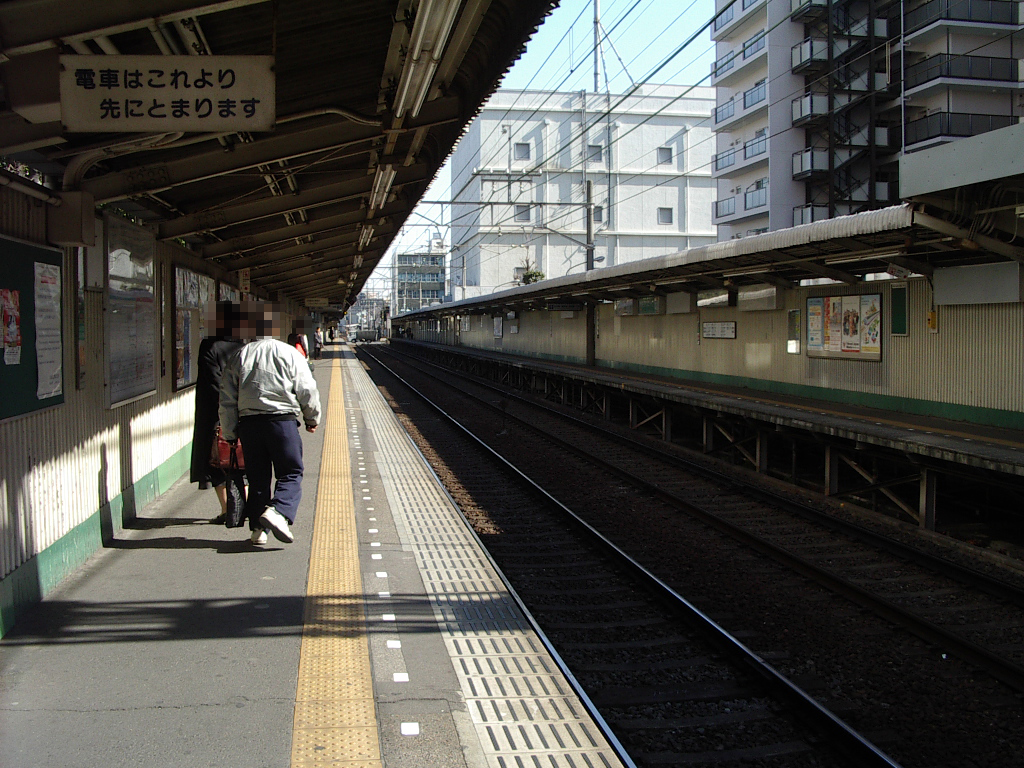
ホーム（2007年2月）

## 駅構造
相対式ホーム2面2線を有する高架駅である。2013年8月23日までは地上駅であった。
開業時は現在地より押上寄りにホームが設置されていたが、ホームの延伸が困難だったため、1969年に踏切を隔てた青砥寄り、明治通りに隣接した位置へ移動した。地上駅時代は上下ホームそれぞれの両端に駅舎・改札が設けられており（計4か所）、改札内での上下ホームの行き来が不可能となっていた。また、1990年代後半までは自動券売機が設置されておらず、駅係員が乗車券を発売していた。
2015年の全面高架化後はコンコースが設けられて上下ホームの行き来が可能となり、改札も上下共用の2か所に統合された。一方、駅施設は地上駅時代よりやや押上寄りに移動したため、駅東側の明治通りからは距離が開く形となった。その後、2017年4月1日より中層階通路および墨田区設置の昇降施設（エレベーター1基・エスカレーター1基）の供用が開始され（利用可能な時間は6時 - 22時）、明治通りへのアクセスが改善された。
また、当駅は高架化に合わせて京成電鉄の新案内サインを初めて全面的に導入したが、先行設置のため駅名標などに若干他駅とのデザイン差がある。同時に、フルカラーLEDの発車標も設置された。
押上管内として、八広駅と共に管理されている。

### のりば
| 番線 | 路線   | 方向 | 行先                                                              |
| ---- | ------ | ---- | ----------------------------------------------------------------- |
| 1    | 押上線 | 上り | 押上（スカイツリー前）・ 都営浅草線・ 京急線方面                  |
| 2    | 押上線 | 下り | 青砥・京成高砂・京成船橋・ 成田空港・京成千葉方面（京成本線経由） |
| 2    | 押上線 | 下り | 北総線・ 成田空港方面（成田スカイアクセス線経由）                 |

- 現地の案内では、2010年7月5日以降直通列車のない「金町」も表記されていたが、高架化の際に削除された。

## 利用状況
2024年度の1日平均乗降人員は19,929人である。
近年の1日平均乗降・乗車人員の推移は下表の通りである。
| 年度               | 1日平均 乗降人員 | 1日平均 乗車人員 | 出典                |
| ------------------ | ---------------- | ---------------- | ------------------- |
| 1990年（平成02年） |                  | 10,721           | [ * 1 ]             |
| 1991年（平成03年） |                  | 10,328           | [ * 2 ]             |
| 1992年（平成04年） |                  | 10,334           | [ * 3 ]             |
| 1993年（平成05年） |                  | 10,175           | [ * 4 ]             |
| 1994年（平成06年） |                  | 10,195           | [ * 5 ]             |
| 1995年（平成07年） |                  | 10,443           | [ * 6 ]             |
| 1996年（平成08年） |                  | 10,364           | [ * 7 ]             |
| 1997年（平成09年） |                  | 10,290           | [ * 8 ]             |
| 1998年（平成10年） |                  | 9,844            | [ * 9 ]             |
| 1999年（平成11年） |                  | 9,486            | [ * 10 ]            |
| 2000年（平成12年） |                  | 9,285            | [ * 11 ]            |
| 2001年（平成13年） |                  | 9,422            | [ * 12 ]            |
| 2002年（平成14年） |                  | 9,367            | [ * 13 ]            |
| 2003年（平成15年） | 18,372           | 9,265            | [ * 14 ]            |
| 2004年（平成16年） | 17,681           | 9,033            | [ * 15 ]            |
| 2005年（平成17年） | 17,452           | 8,893            | [ * 16 ]            |
| 2006年（平成18年） | 17,339           | 8,852            | [ * 17 ]            |
| 2007年（平成19年） | 17,620           | 9,016            | [ * 18 ]            |
| 2008年（平成20年） | 17,696           | 9,016            | [ * 19 ]            |
| 2009年（平成21年） | 18,049           | 9,191            | [ * 20 ]            |
| 2010年（平成22年） | 18,444           | 9,375            | [ * 21 ]            |
| 2011年（平成23年） | 17,913           | 9,115            | [ * 22 ]            |
| 2012年（平成24年） | 18,183           | 9,241            | [ * 23 ]            |
| 2013年（平成25年） | 18,306           | 9,277            | [ * 24 ]            |
| 2014年（平成26年） | 18,111           | 9,148            | [ * 25 ]            |
| 2015年（平成27年） | 18,189           | 9,189            | [ * 26 ]            |
| 2016年（平成28年） | 18,440           | 9,342            | [ * 27 ] [ 京成 2 ] |
| 2017年（平成29年） | 18,962           | 9,616            | [ * 28 ] [ 京成 3 ] |
| 2018年（平成30年） | 19,341           | 9,807            | [ * 29 ] [ 京成 4 ] |
| 2019年（令和元年） | 19,791           | 10,044           | [ * 30 ] [ 京成 5 ] |
| 2020年（令和02年） | 15,082           | 7,666            | [ 京成 6 ]          |
| 2021年（令和03年） | 15,648           | 7,974            | [ 京成 7 ]          |
| 2022年（令和04年） | 17,274           | 8,823            | [ 京成 8 ]          |
| 2023年（令和05年） | 18,818           | 9,619            | [ 京成 9 ]          |
| 2024年（令和06年） | 19,929           | 10,204           | [ 京成 1 ]          |

## 駅周辺
当駅周辺（京島）は東京では数少ない第二次世界大戦による戦災から免れた地域であるため、昭和レトロブームで度々紹介されている。一方で駅南側は2000年代後半以降、大規模な再開発が行われ、タワーマンションの完成やイトーヨーカドーの開店（移転）のほか、京成押上線高架化などにより、駅周辺の様子は変貌した。
- マークフロントタワー曳舟
- 墨田区曳舟文化センター
- 曳舟川通り
- 東武鉄道伊勢崎線・亀戸線 曳舟駅 - 連絡運輸の設定はない。徒歩5分程度。
- 東京都立墨田川高等学校
- 東京都立日本橋高等学校
- 墨田京島一郵便局
- 向島橘銀座商店街（キラキラ橘商店街）
- イトーヨーカドー 曳舟店

### バス路線
押上方改札口側に京成曳舟駅前ロータリーが完成し、2023年6月1日より墨田区内循環バスが発着している。

ロータリー以外の最寄りの停留所は、押上方改札口が墨田区曳舟文化センター前および曳舟文化センター、八広方改札口が明治通りである。
京成曳舟駅
- 墨田区内循環バス「すみだ百景 すみまるくん・すみりんちゃん」北西部ルート：鐘ヶ淵駅方面（京成バス）

墨田区曳舟文化センター前・曳舟文化センター
明治通り
- 里22：日暮里駅前行・南千住車庫前行 / 亀戸駅前行（都営バス）

## 隣の駅
京成電鉄
 押上線
■快速特急・■アクセス特急・■特急・■通勤特急・■快速
通過
■普通
押上駅 (KS45) - 京成曳舟駅 (KS46) - 八広駅 (KS47)
- 押上駅方面の次駅は1947年までは京成請地駅、八広駅方面の次駅は1947年までは向島駅であった。

### 記事本文
1. ↑  京成電鉄社史編纂委員会『京成電鉄五十五年史』1967年、690頁。doi:10.11501/2516362。
2. ↑  京成電鉄社史編纂委員会『京成電鉄五十五年史』1967年、710頁。doi:10.11501/2516362。
3. ↑  “京成曳舟新駅舎五月一日から開業”. 交通新聞 (交通協力会):  p. 3. (1969年4月22日)
4. ↑  『成田スカイアクセス開業!! 7月17日（土）京成線ダイヤ改正』（PDF）（プレスリリース）京成電鉄、2010年5月28日。オリジナルの2020年5月4日時点におけるアーカイブ。2020年5月4日閲覧。
5. ↑  『京成押上線（京成曳舟駅付近）の上り線を8月24日（土）から高架化します! 〜京成曳舟駅が新上りホームで営業開始されます〜』（PDF）（プレスリリース）京成電鉄／東京都、2013年6月12日。オリジナルの2015年4月7日時点におけるアーカイブ。2020年5月4日閲覧。
6. ↑  『京成押上線（京成曳舟駅付近）の下り線を8月22日（土）から高架化および押上-青砥間のデジタルATS化を完了しました!』（PDF）（プレスリリース）京成電鉄、2015年8月22日。オリジナルの2015年9月19日時点におけるアーカイブ。2020年5月4日閲覧。
7. ↑  『京成押上線（京成曳舟駅付近）の下り線を8月22日（土）から高架化します! 〜京成曳舟駅が新下りホームで営業開始されます〜』（PDF）（プレスリリース）京成電鉄、2015年6月23日。オリジナルの2017年8月26日時点におけるアーカイブ。2020年7月28日閲覧。
8. 1 2  『快適に駅をご利用いただくために 京成曳舟駅の中層階通路が完成します 4月1日（土）より供用開始』（PDF）（プレスリリース）京成電鉄、2017年3月28日。オリジナルの2018年10月29日時点におけるアーカイブ。2020年5月4日閲覧。
9. ↑  レポート - 関東交通広告協議会
10. ↑  東京都統計年鑑 - 東京都

### 利用状況
東京都統計年鑑
1. ↑  東京都統計年鑑（平成2年）
2. ↑  東京都統計年鑑（平成3年）
3. ↑  東京都統計年鑑（平成4年）
4. ↑  東京都統計年鑑（平成5年）
5. ↑  東京都統計年鑑（平成6年）
6. ↑  東京都統計年鑑（平成7年）
7. ↑  東京都統計年鑑（平成8年）
8. ↑  東京都統計年鑑（平成9年）
9. ↑  東京都統計年鑑（平成10年） (PDF)
10. ↑  東京都統計年鑑（平成11年） (PDF)
11. ↑  東京都統計年鑑（平成12年）
12. ↑  東京都統計年鑑（平成13年）
13. ↑  東京都統計年鑑（平成14年）
14. ↑  東京都統計年鑑（平成15年）
15. ↑  東京都統計年鑑（平成16年）
16. ↑  東京都統計年鑑（平成17年）
17. ↑  東京都統計年鑑（平成18年）
18. ↑  東京都統計年鑑（平成19年）
19. ↑  東京都統計年鑑（平成20年）
20. ↑  東京都統計年鑑（平成21年）
21. ↑  東京都統計年鑑（平成22年）
22. ↑  東京都統計年鑑（平成23年）
23. ↑  東京都統計年鑑（平成24年）
24. ↑  東京都統計年鑑（平成25年）
25. ↑  東京都統計年鑑（平成26年）
26. ↑  東京都統計年鑑（平成27年）
27. ↑  東京都統計年鑑（平成28年）
28. ↑  東京都統計年鑑（平成29年）
29. ↑  東京都統計年鑑（平成30年）
30. ↑  東京都統計年鑑（平成31年・令和元年）

京成電鉄の1日平均利用客数
1. 1 2 3  京成電鉄株式会社. “駅別乗降人員（2024年度1日平均）” (pdf). 2025年5月5日時点のオリジナルよりアーカイブ。2025年5月5日閲覧。
2. ↑  京成電鉄株式会社. “駅別乗降人員（平成28年度1日平均）” (pdf). 2018年3月15日時点のオリジナルよりアーカイブ。2024年5月11日閲覧。
3. ↑  京成電鉄株式会社. “駅別乗降人員（2018年度1日平均）” (pdf). 2020年6月13日時点のオリジナルよりアーカイブ。2024年5月11日閲覧。
4. ↑  京成電鉄株式会社. “駅別乗降人員（2018年度1日平均）” (pdf). 2020年6月13日時点のオリジナルよりアーカイブ。2024年5月11日閲覧。
5. ↑  京成電鉄株式会社. “駅別乗降人員（2019年度1日平均）” (pdf). 2020年6月13日時点のオリジナルよりアーカイブ。2024年5月11日閲覧。
6. ↑  京成電鉄株式会社. “駅別乗降人員（2020年度1日平均）” (pdf). 2021年5月28日時点のオリジナルよりアーカイブ。2024年5月11日閲覧。
7. ↑  “駅別乗降人員（2021年度1日平均）” (PDF) (JP). 2022年5月16日時点のオリジナルよりアーカイブ。2024年5月11日閲覧。
8. ↑  京成電鉄株式会社. “駅別乗降人員（2022年度1日平均）” (pdf). 2023年6月10日時点のオリジナルよりアーカイブ。2024年5月11日閲覧。
9. ↑  京成電鉄株式会社. “駅別乗降人員（2023年度1日平均）” (pdf). 2024年5月11日時点のオリジナルよりアーカイブ。2024年5月11日閲覧。

関東交通広告協議会
1. ↑  “京成電鉄” (PDF). 平成15年度1日平均乗降人員・通過人員.   関東交通広告協議会. 2005年11月15日時点のオリジナルよりアーカイブ。2020年5月30日閲覧。
2. ↑  “京成電鉄” (PDF). 平成16年度1日平均乗降人員・通過人員.   関東交通広告協議会. 2013年10月19日時点のオリジナルよりアーカイブ。2020年5月30日閲覧。
3. ↑  “京成電鉄” (PDF). 平成17年度1日平均乗降人員・通過人員.   関東交通広告協議会. 2007年10月14日時点のオリジナルよりアーカイブ。2020年5月30日閲覧。
4. ↑  “京成電鉄” (PDF). 平成18年度1日平均乗降人員・通過人員.   関東交通広告協議会. 2008年5月18日時点のオリジナルよりアーカイブ。2020年5月30日閲覧。
5. ↑  “京成電鉄” (PDF). 平成19年度1日平均乗降人員・通過人員.   関東交通広告協議会. 2013年10月19日時点のオリジナルよりアーカイブ。2020年5月30日閲覧。